# シーノ大宮
シーノ大宮（シーノおおみや）は、埼玉県さいたま市大宮区にある再開発地区である。

## 概要
名前の由来は、地区名（桜木町が成立する前の地名「大字大宮」の小字名）の「鐘塚」にちなんで、ポルトガル語で「鐘」を表す「sino」に、「さいたま（桜木町）・インテリジェント・ニュー・オフィス」の頭文字を当てはめたものである。
大宮ソニックシティ西側、三橋中央通りと国道17号に面した約1.4ヘクタールの地区に、民間業務棟（オフィスビル）である「シーノ大宮ノースウィング」（20階建て）「シーノ大宮サウスウィング」（19階建て）、公共公益棟である「シーノ大宮センタープラザ」（10階建て）、駐車場棟の4棟の建物と、アトリウムが整備された。大宮駅西口からペデストリアンデッキにて直結している。
当地はもともと旧国鉄官舎と民家が軒を連ねており、旧大宮市と日本国有鉄道清算事業団が「大宮鐘塚A地区第一種市街地再開発事業組合」を組成して土地整理を行った。1990年代後半にはほとんど更地となっていた が、バブル崩壊によるオフィス需要の低迷から、2000年に日本国有鉄道清算事業団の清算事業を継承した日本鉄道建設公団によって、ようやく着工した。その後、日本鉄道建設公団を継承した鉄道建設・運輸施設整備支援機構によって、2004年（平成16年）2月に竣工した。2004年から2006年にかけてREIT上場の日本ビルファンド投資法人が、ノースウィングの区画所有権と土地を買収している。

## シーノ大宮ノースウィング
シーノ大宮ノースウィングは、民間業務棟として建設された。業務棟と管理棟にて構成される。現在は日本ビルファンド投資法人が100%所有する。
主なテナント（大手企業の大宮・北関東地区の支店・営業所中心）：メットライフ生命保険、楽天、ソニー生命保険、KDDI、大成有楽不動産、アデコ、マンパワー・ジャパン、ジャックスなど。

### 構造
- 地上20階
- 竣工2004年

## シーノ大宮センタープラザ
シーノ大宮センタープラザは、公共公益棟として建設された。さいたま市の生涯学習総合センター（7階〜10階）、さいたま市桜木公民館（5階・6階）、さいたま市立桜木図書館（4階）、男女総合参画推進センター（パートナーシップさいたま、3階）などが入居している。また、7階からはさいたま市街地や、遠く富士山までが一望でき、関東の富士見百景に選出されている。

### 構造
- 地上10階
- 竣工2004年

## シーノ大宮サウスウィング
シーノ大宮サウスウィングは、民間業務棟として建設された。低層階には、エイチ・アイ・エス、サイゼリヤ、ステーキのどん、プロント、ファミリーマート、TAC大宮校など店舗が入居している。
主要テナント：鉄道建設・運輸施設整備支援機構東日本地区国鉄清算事業本部、東京海上日動火災保険、アイダ設計会議室など。

## 交通アクセス
- 大宮駅西口徒歩5分（ペデストリアンデッキにて直結）

## 周辺施設
- 大宮ソニックシティ
- JACK大宮
- 武蔵野銀行本店